# Ливери
Ливери (итал. Liveri) — коммуна в Италии, располагается в регионе Кампания, в провинции Неаполь.
Население составляет 1815 человек, плотность населения составляет 908 чел./км². Занимает площадь 2,63 км². Почтовый индекс — 80030. Телефонный код — 081.
Покровителем коммуны почитается святой Георгий, празднование 23 апреля.